# Zanjensiella argentifrons
Zanjensiella argentifrons är en tvåvingeart som beskrevs av Elisabeth K. Stuckenberg 1971. Zanjensiella argentifrons ingår i släktet Zanjensiella och familjen lövflugor.
Artens utbredningsområde är Madagaskar. Inga underarter finns listade i Catalogue of Life.